# 戰爭罪責問題

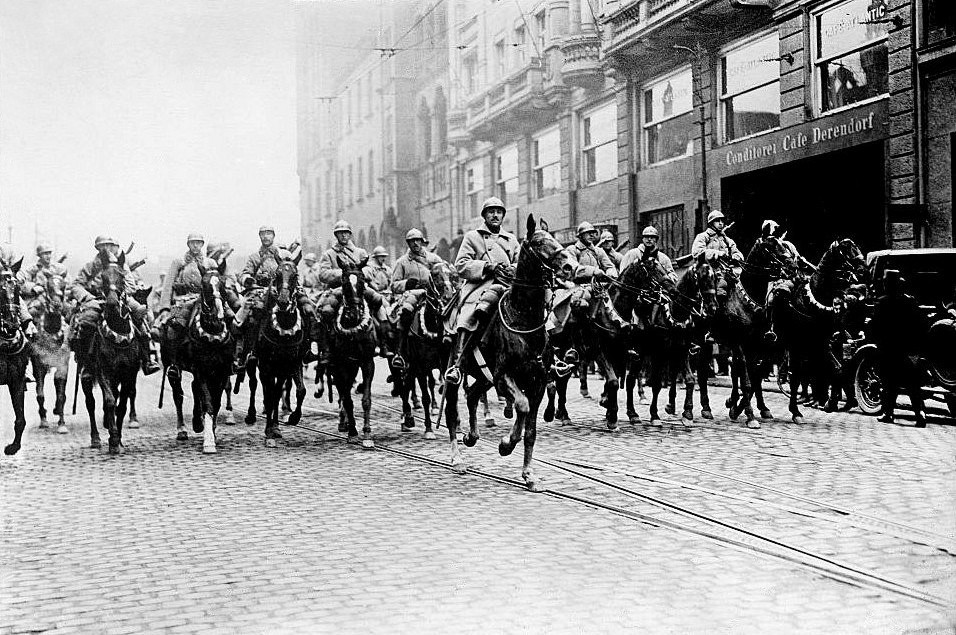
一戰後根據列強的裁定，德國需要擔負發動戰爭的全部責任，其大量國土和殖民地被割讓。圖為法國佔領魯爾期間法軍騎兵進入埃森

戰爭罪責問題（德語：Kriegsschuldfrage）是魏瑪共和國期間在德國大部分時間發生的公開辯論，旨在確定德國在第一次世界大戰的原因中應承擔的責任。這場辯論分為幾個階段，很大程度上取決於《凡爾賽條約》的影響和勝利的盟國的態度，這場辯論也發生在其他捲入衝突的國家，如法國和英國。
戰爭罪責問題激發了歷史學家如漢斯·德爾布呂克、沃爾夫岡·J·蒙森、格哈德·赫希菲爾德和弗里茨·菲舍爾等歷史學家的討論，但也吸引了更廣泛的圈子，包括庫爾特·圖霍爾斯基和齊格弗里德·雅各布松等知識分子以及公眾。戰爭罪的問題在魏瑪共和國的歷史中無處不在。魏瑪共和國於1919年6月簽署凡爾賽條約前不久成立，這場辯論貫穿起歷史直到消亡，之後戰爭罪責問題也被納粹黨用作競選和宣傳的論據。
儘管並非沒有引起很大爭議，戰爭罪責問題使調查第一次世界大戰的深層次原因成為可能，但它也使確定衝突的其他方面成為可能，例如民眾的作用和德國通往民主的特殊道路問題。這場辯論多年來一直阻礙著德國政治進步，但也表明古斯塔夫·施特雷澤曼等政治家能夠在不損害德國利益的情況下，通過推進一般性討論來直面戰爭罪責問題。